# Municipio de West Norriton
El municipio de West Norriton  (en inglés: West Norriton Township) es un municipio y lugar designado por el censo ubicado en el condado de Montgomery en el estado estadounidense de Pensilvania. En el año 2000 tenía una población de 14.901 habitantes y una densidad poblacional de 982,2 personas por km².

## Geografía
El municipio de West Norriton se encuentra ubicado en las coordenadas 40°07′24″N 75°22′59″O / 40.12333, -75.38306.

## Demografía
Según la Oficina del Censo en 2000 los ingresos medios por hogar en la localidad eran de $55,086 y los ingresos medios por familia eran $65,701. Los hombres tenían unos ingresos medios de $44,211 frente a los $37,192 para las mujeres. La renta per cápita para la localidad era de $28,497. Alrededor del 3,1% de la población estaban por debajo del umbral de pobreza.